# Distenia pullula
Distenia pullula là một loài bọ cánh cứng trong họ Cerambycidae.